# Oatlands Palace

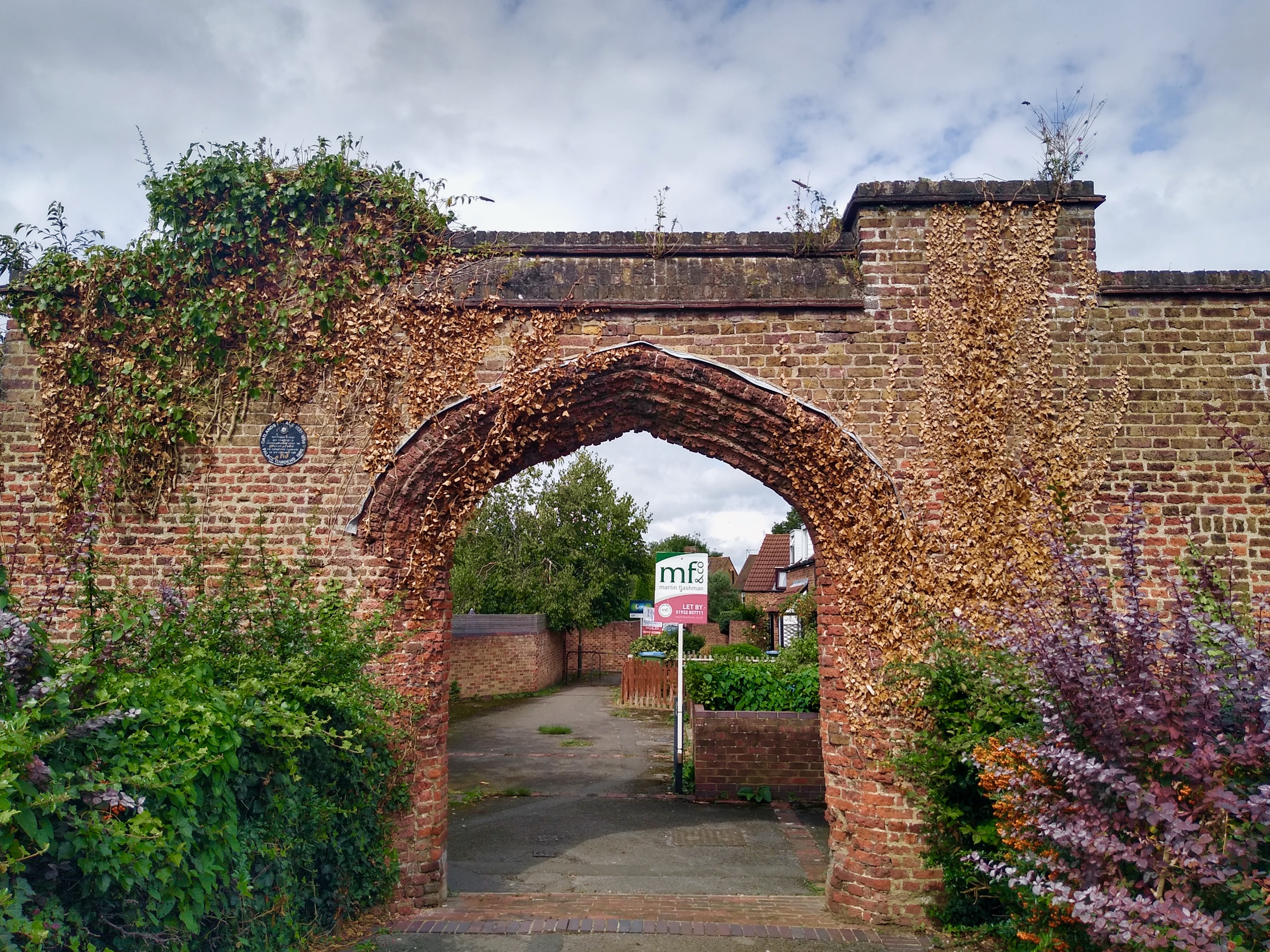
Le mura che circondavano i giardini del palazzo, unici resti ancora visibili della struttura

Oatlands Palace era un palazzo reale Tudor e Stuart del villaggio inglese di Oatlands (dintorni di Weybridge), nella contea del Surrey (Inghilterra sud-orientale), costruito in gran parte tra il 1537-1544/1545 per volere di Enrico VIII.  Demolito dopo la guerra civile inglese, ne rimangono soltanto poche rovine.

## Storia
A partire dalla fine del XIII secolo sorgeva nella tenuta di Oaklands un maniero, in seguito riconvertito in una casa privata da Bartholomew Read, un ricco orafo di Londra, che aveva acquistato il terreno nel 1478.  Questo edificio, in cui soggiornò anche la prima moglie di re Enrico VIII, Caterina d'Aragona, servì da fondamenta per il nuovo progetto voluto da Enrico VIII.ì
Nel dicembre 1537, un anno dopo la morte di Caterina d'Aragona, la tenuta di Oatlands venne acquisita da Enrico VIII, che fece riconvertire la preesistente residenza in un palazzo reale da donare alla sua seconda moglie, Anna di Clèves.
I costi dei lavori, che durarono 7-8 anni, ammontarono al corrispondente di circa 17.000 sterline attuali. Per la costruzione, vennero utilizzati le pietre di alcuni complessi abbaziali demoliti in seno alla dissoluzione dei monasteri voluta dallo stesso re, quali l'abbazia di Bisham, l'abbazia di Chertsey e l'abbazia di Merton.
Secondo il progetto di Enrico VIII, Oatlands Palace doveva far parte del suo "circuito" di palazzi situati poco fuori Londra e che comprendeva anche Hampton Court e Nonsunch Palace. Il palazzo di Oatlands, che sorgeva in un parco di 538 acri, occupava un'area di 14 acri e si presentava come un edificio in mattone rosso con torri ottagonali.
Il palazzo fu teatro delle nozze di Enrico VIII con la quinta consorte, Catherine Howard. Nell'edificio visse inoltre a lungo l'ultima moglie del re, Catherine Parr.
Dopo la morte di Enrico VIII, avvenuta nel 1548, Oatlands Palace ospitò altri membri della dinastia reale, quali Edoardo VI, Maria I ed Elisabetta I.
Il palazzo divenne quindi uno degli edifici preferiti da Giacomo I d'Inghilterra, primo re della dinastia Stuart, che lo diede in gestione alla consorte, Anna di Danimarca. Quest'ultima operò un'opera di ristrutturazione degli interni e dei giardini, aggiungendo a quest'ultimi una serie di piante rare.
Dopo la morte della regina Anna, avvenuta nel 1611, Giacomo I continuò ad utilizzare il palazzo come propria residenza in occasione delle battute di caccia e, dopo la morte di Giacomo I, il palazzo venne ereditato dal figlio Carlo I d'Inghilterra.
Poco dopo il termine della guerra civile inglese e la condanna a morte di re Carlo I (avvenuta nel 1649), durante il breve regno di Oliver Cromwell il palazzo venne demolito e dell'intera struttura rimasero soltanto alcune mura che circondavano i giardini e un padiglione di caccia, Dopo la demolizione, la tenuta di Oatlands venne ceduta Robert Turbridge di St Martin-in-the-Fields per la cifra di 4023 sterline, somma che doveva servire per coprire i debiti accumulatisi durante la guerra.
Nei 150 anni successivi dopo la demolizione del palazzo, nella tenuta di Oatlands, che appartenne tra gli altri, ai conti di Torrington, venne quindi costruito un nuovo edificio, che, più volte rimodellato, venne riconvertito in hotel di lusso.
A partire dal 1968, nel luogo in cui sorgeva il palazzo, vennero effettuati degli scavi archeologici, che proseguirono fino al 1973 e nuovi scavi vennero poi effettuati tra il 1983 e il 1984. Durante gli scavi, furono rinvenuti, tra l'altro, dei documenti in cui figura un elenco degli operai che costruirono il palazzo e un inventario delle proprietà della quinta moglie di Enrico VIII, Catherine Howard. I reperti vennero dapprima trasferiti all'Elmbridge Museum e in seguito ricatalogati a partire dal gennaio 2020 da archeologici professionisti e da volontari.